# Willy Hellpach

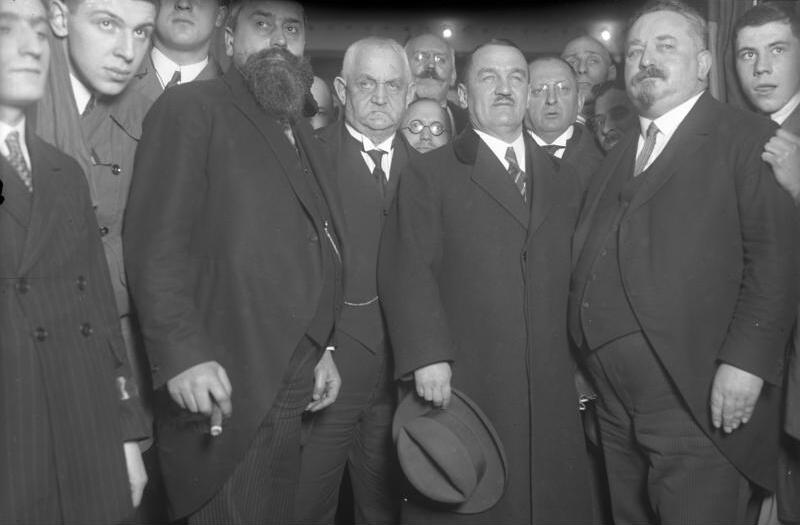
Willy Hellpach (tenant son chapeau) en 1931.

Willy Hellpach, né le 26 février 1877 à Œls et décédé le 16 juillet 1955 à Heidelberg, est un médecin, psychologue et homme politique allemand.
Hellpach fait partie du Parti démocrate allemand. Il est le candidat du parti à l'élection présidentielle allemande de 1925.

## Œuvres
- 1931 : Zwischen Wittenberg und Rom. Eine Pantheodizess zur Revision der Reformation.
- 1937 : Einführung in die Völkerpsychologie
- 1942 : Deutsche Physiognomik
- 1947 : Gesinnung, Gewissen und Gesittung der Wissenschaftlichkeit als positive Werte im öffentlichen Leben
- 1948 : Das Denken in der Medizin
- 1951 : Tedeum. Laienbrevier einer Pantheologie.
- 1954 : Der deutsche Charakter